# Alfred Smith (pintor)
Alfred Smith, (Burdeos, Francia, 30 de julio de 1854 - París, Francia, 3 de noviembre de 1936), es un pintor francés post-impresionista. En ocasiones se ha comparado su obra con la de Claude Monet.

## Biografía
André Alfred Smith de Estrasburgo nació en Burdeos el 30 de julio de 1854, su padre era galés, naturalizado francés, y su madre era hija del notario de Saint-Ciers-sur-Gironde. En 1869 su padre dejó la casa familiar y se fue a hacer fortuna a los Estados Unidos. Entonces, a la edad de 15 años, Alfred y su hermano mayor, Emmanuel, se encontraron a sí mismos como sostén de la familia. Alfred trabajó en un banco como corredor de bolsa, pero quería convertirse en artista y pasaba todo su tiempo libre pintando.
En 1877 realiza la primera exposición de sus cuadros en el Salón de la Sociedad de Amigos de las Artes de Burdeos, cuyo catálogo indica que su maestro era Hippolyte Pradelles. Se mantuvo fiel a este salón y exhibió en él al menos un cuadro cada año, hasta su muerte en 1936.
En esa época el pintor Alfred Roll lo ayudó a promover su trabajo artístico. Los dos se hicieron amigos y Alfred Smith fue el albacea de Roll después de su muerte en 1919.
En 1880 Smith participó en el Salón de París, obteniendo una mención honorífica y frecuentó el estudio de Léonce Chabry. También se convirtió en profesor en la Escuela de Bellas Artes de Burdeos.
En 1883 su pintura Le Quai de Bacalan, le Soir se exhibió en el Salón de París y entró en el estudio de Amédée Baudit.
En los años 1884-1890 Smith comenzó a ser reconocido. Recibió medallas en los salones de Versalles, Niza, de los artistas franceses, en la Exposición Universal de París, etc. Finalmente en 1886 pudo dejar su trabajo, porque su pintura le permitió vivir.
En 1888 obtiene un premio en el Salón de París. El mismo año pintó la Place de la Concorde Sous La Pluie (L'Averse) y en 1889 ganó una medalla de bronce en el Salón de París. También obtuvo una medalla de bronce en la Exposición Universal de 1900 de París.
En 1894, fue nombrado Caballero de la Legión de Honor.
El 7 de diciembre de 1899 Alfred Smith se casó con Catherine Philippine Poix en Lyon y en 1901 la pareja se mudó a París.
En 1912, gracias a sus amigos Paul Madeline y Eugène Alluaud, Alfred Smith descubrió el valle de Creuse. Le cautivaron sus paisajes; su estilo cambió entonces y evoluciona hacia el fauvismo. Continuó pintando los alrededores de Crozant hasta su muerte, convirtiéndose en uno de los máximos representantes de la escuela de Crozant.
Su esposa Catherine murió en septiembre de 1935 y poco después Alfred Smith murió en París el 3 de noviembre de 1936. Está enterrado en Lyon con su esposa.

## Obras de Alfred Smith
Alfred Smith adoptó varios estilos durante su carrera. Primero fue conocido por su dominio de los efectos atmosféricos en sus pinturas de Burdeos. Pero estas pinturas fueron ejecutadas en su estudio. Después comenzó a pintar al aire libre, lo que le valió el sobrenombre de "pintor de maleza".
Después de una visita a Venecia adoptó un estilo bastante impresionista y, a partir de 1912, evolucionó hacia el fauvismo.

### Burdeos
Alfred Smith pintó una serie de cuatro cuadros que representan los muelles de Burdeos bajo diversas condiciones climatológicas.

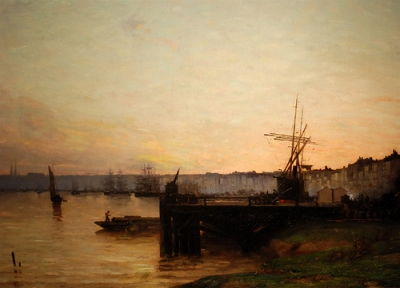
Quai de Bacalan, al anochecer (1883)
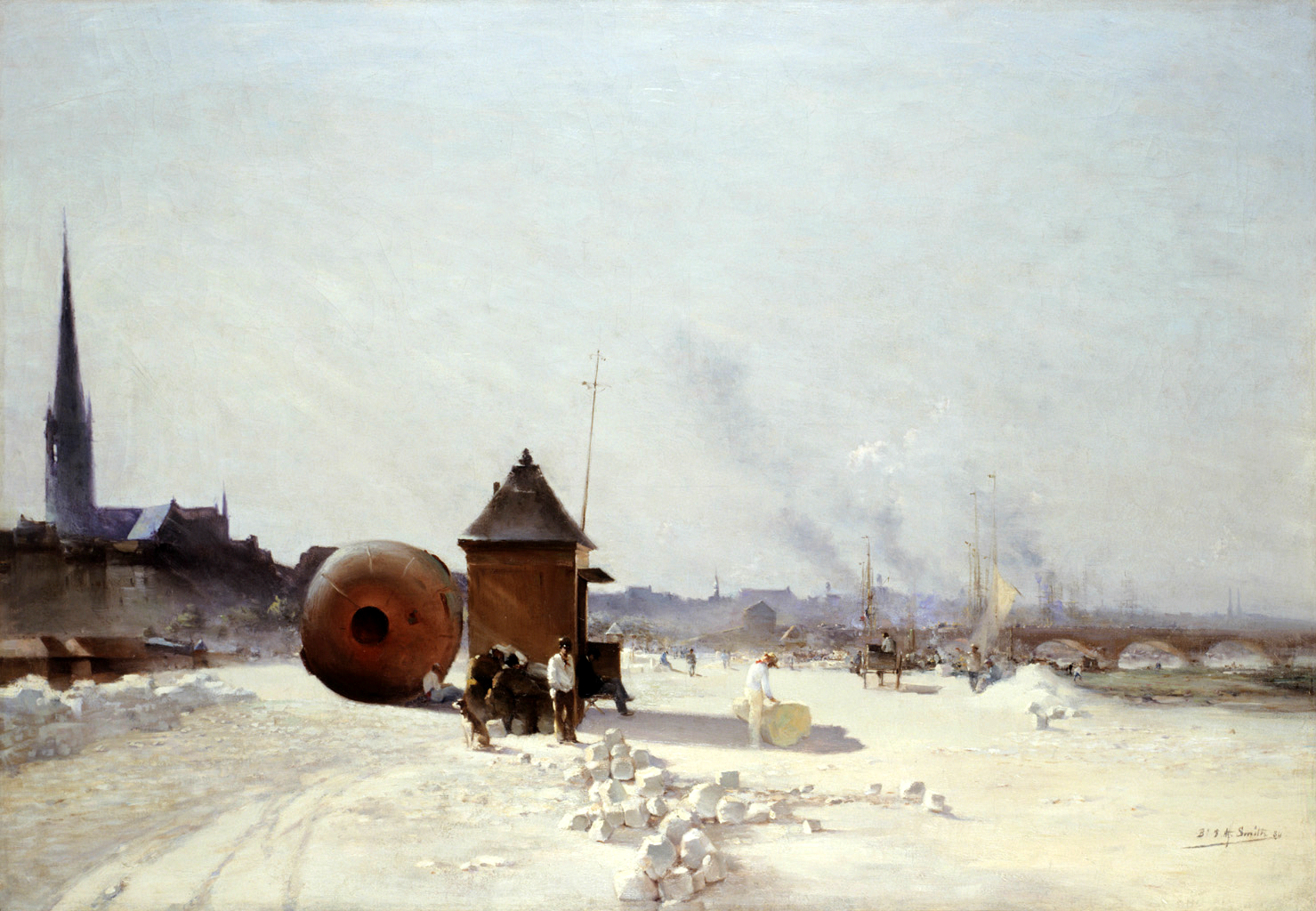
Quai de la Grave, en invierno (1884)

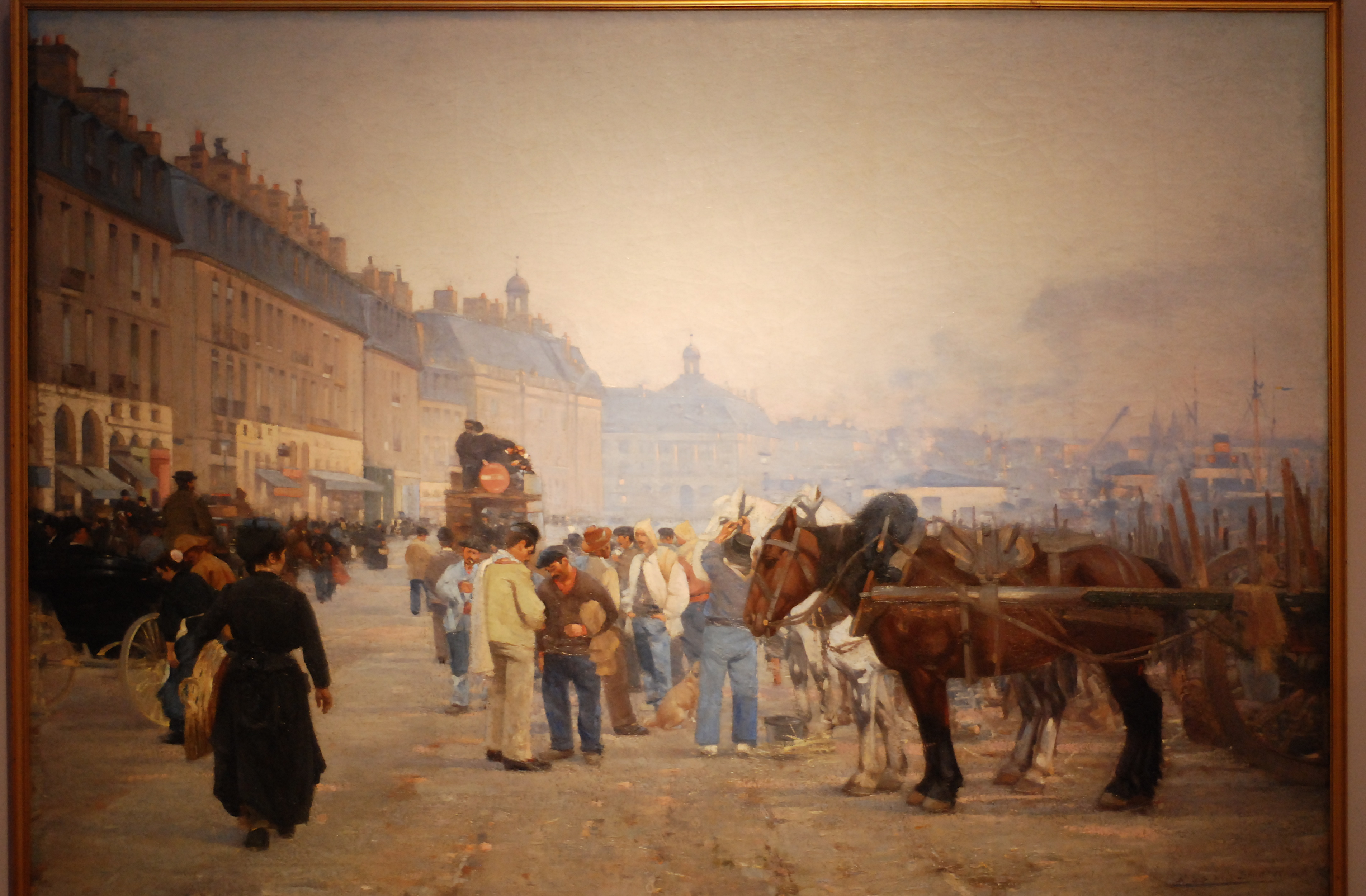
Muelles de Burdeos, por la mañana (1895)
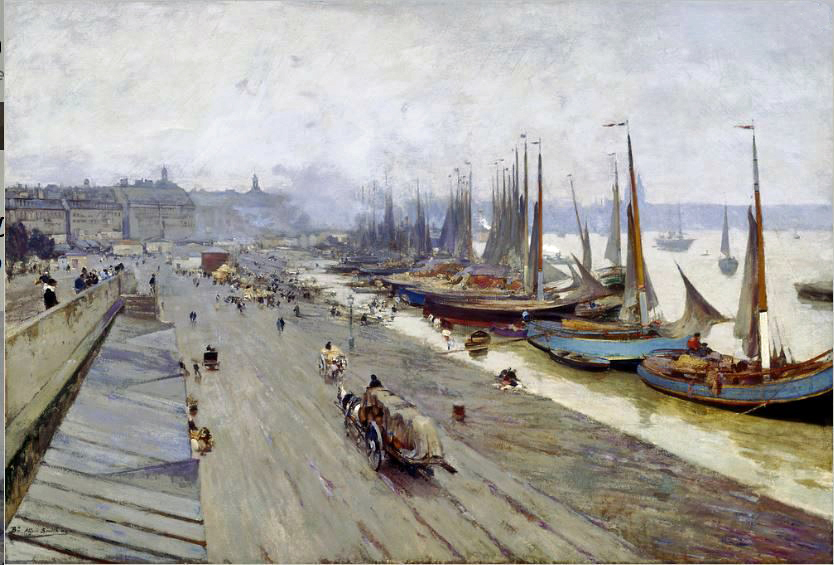
Burdeos visto desde Pont de Pierre (1904)

También pintó la "modernidad" y la actividad de Burdeos con una serie de pinturas donde aún captura las escenas de lluvia y niebla.

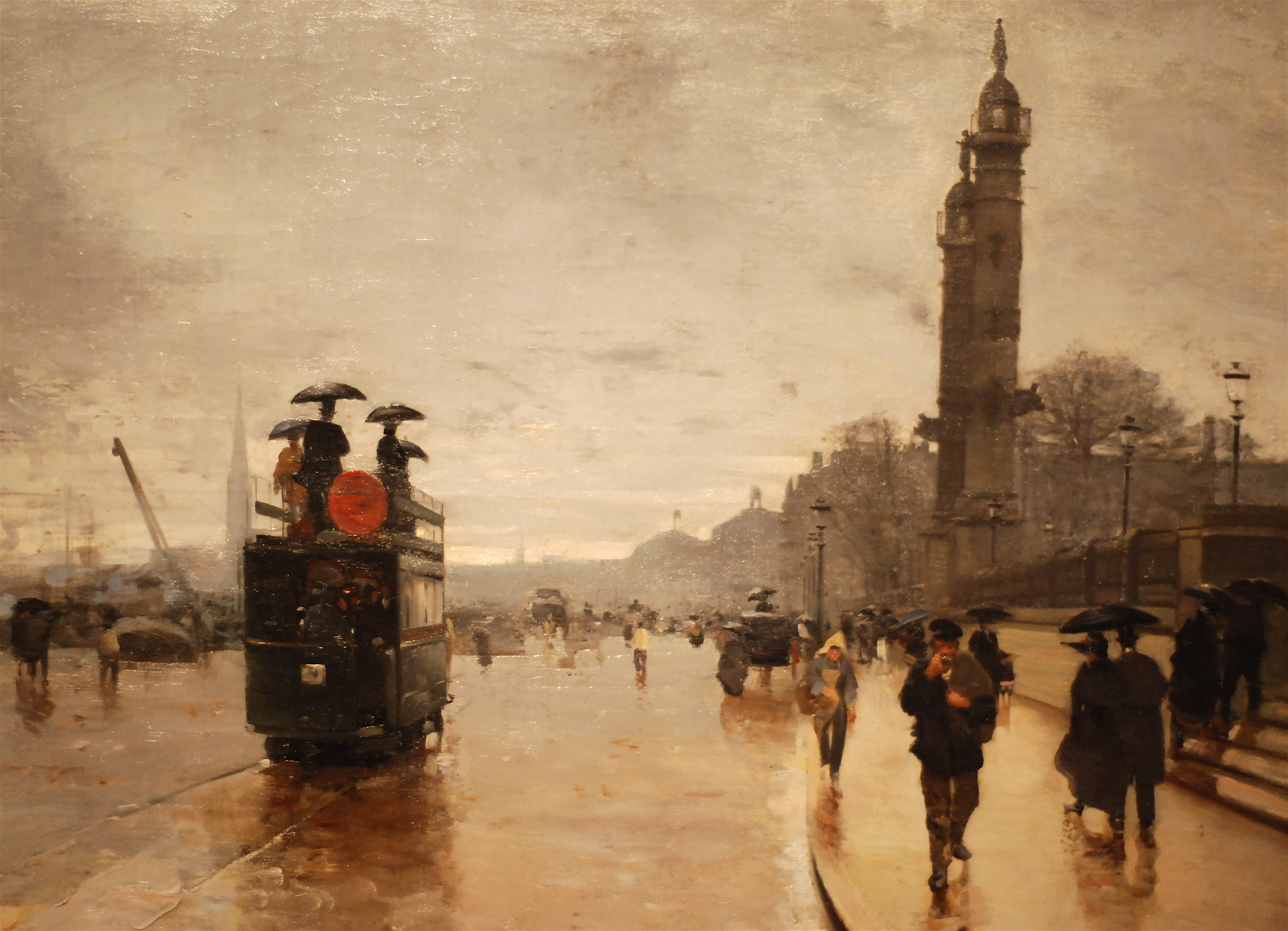
Tranvía frente a Quinconces (I) (1890)
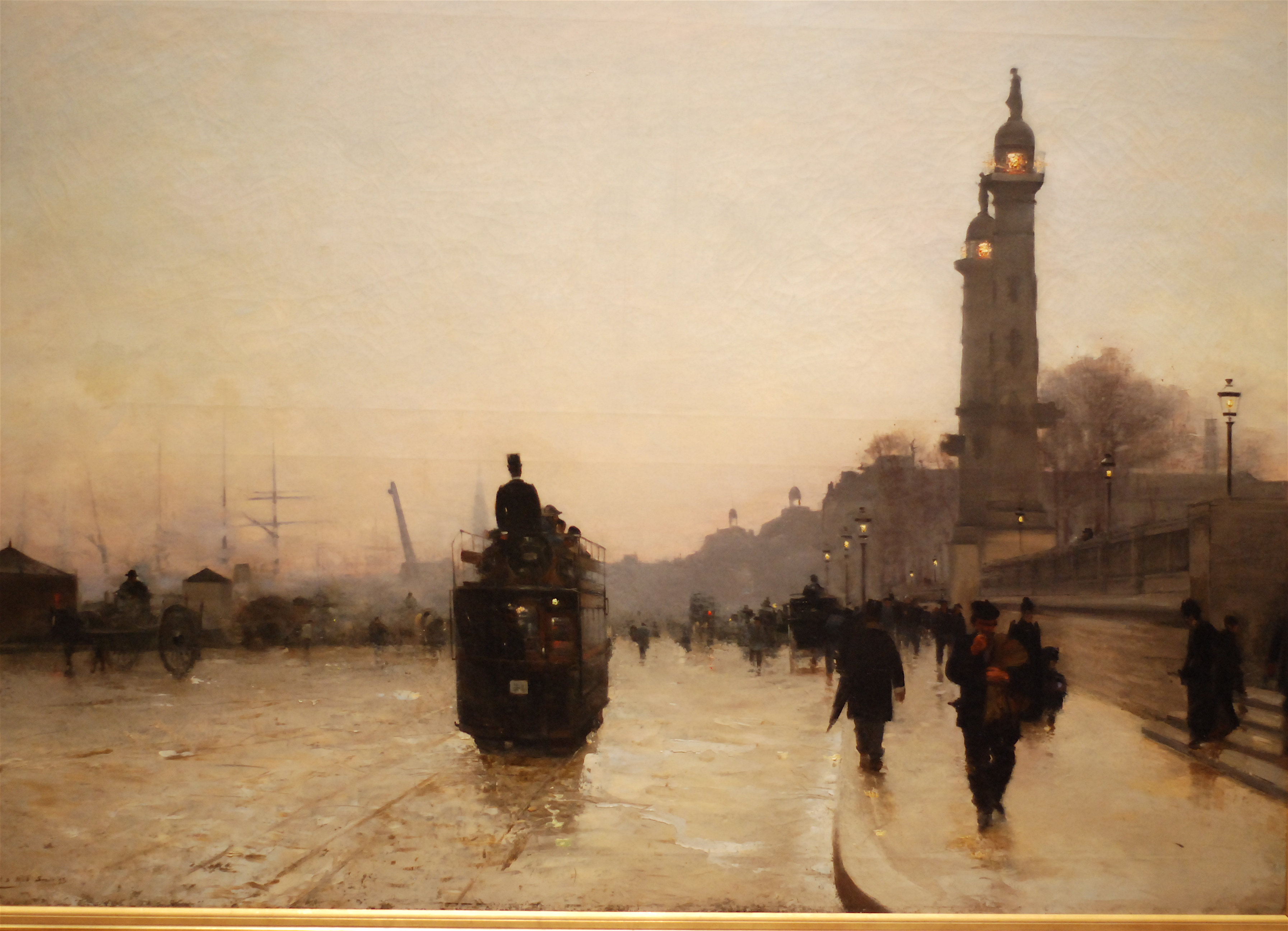
Tranvía frente a Quinconces (II) (1892)

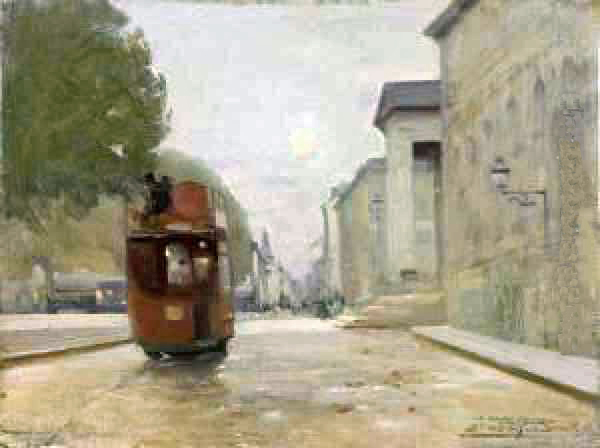
El tranvía, Place de la République
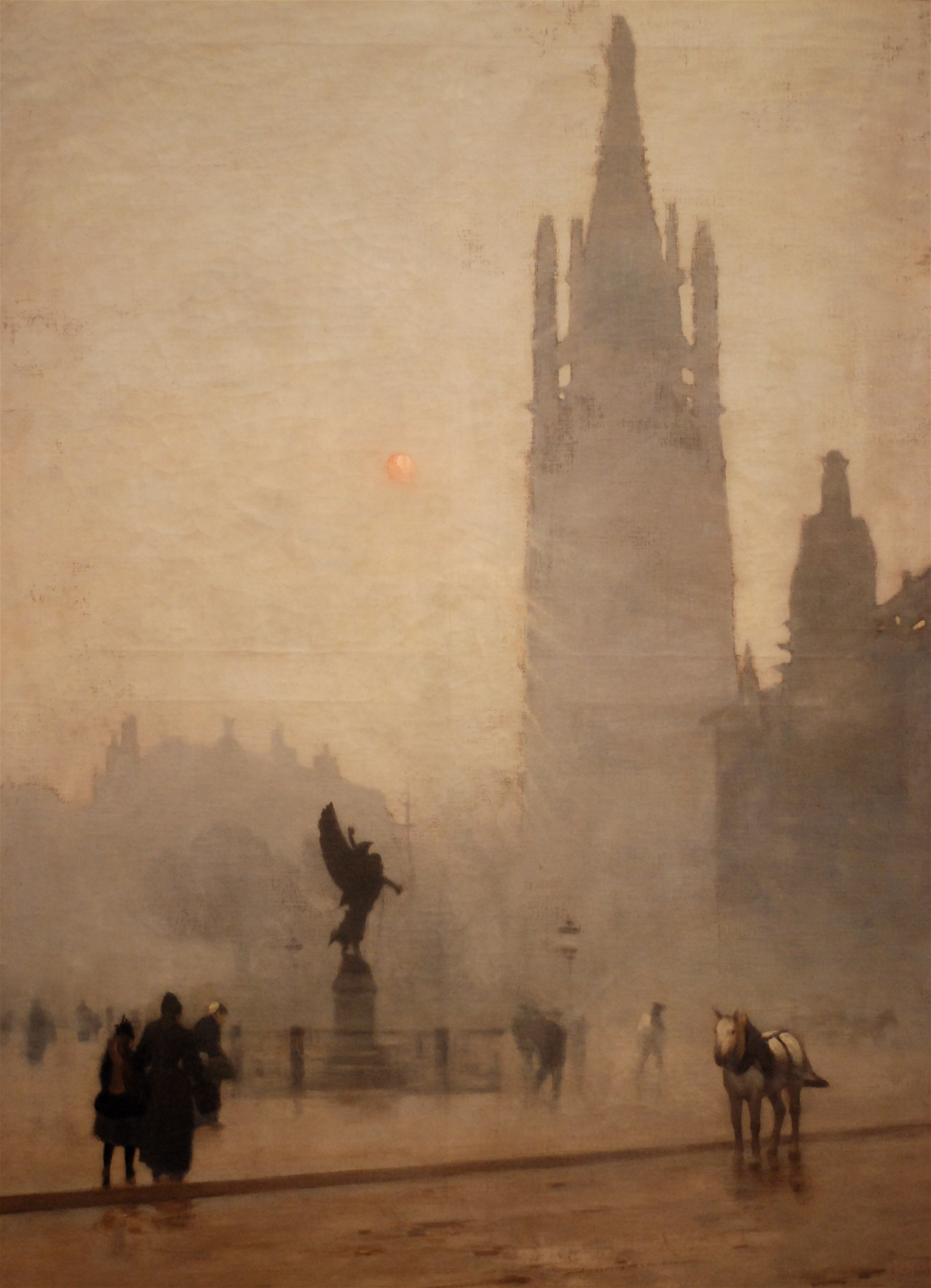
Place Pey Berland, invierno
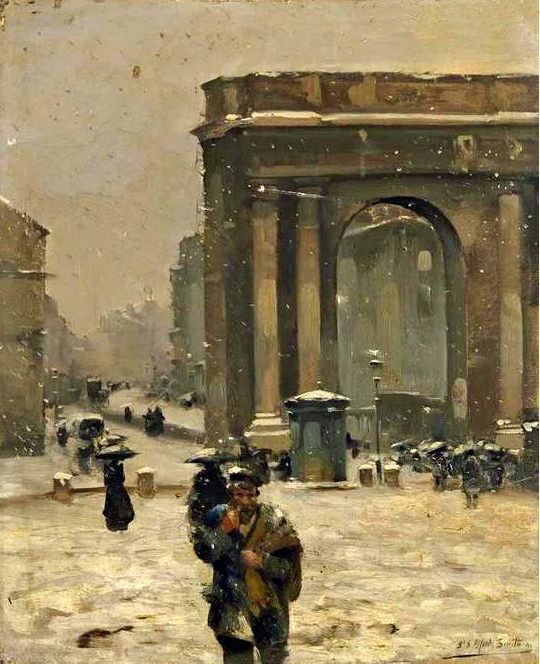
Niebla en Burdeos

### Exteriores

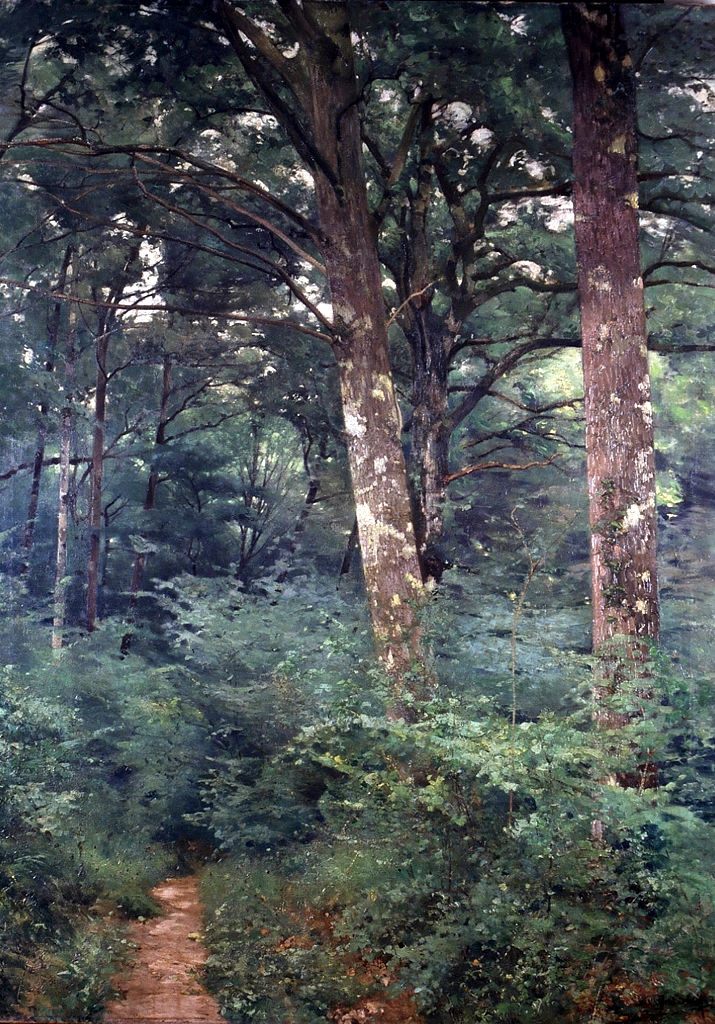
Sotobosque (1891)
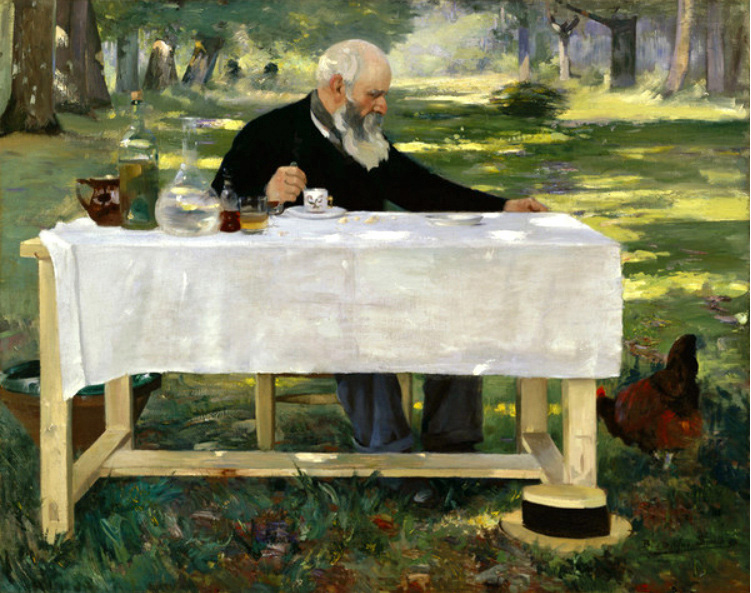
Almuerzo en el bosque (1885)
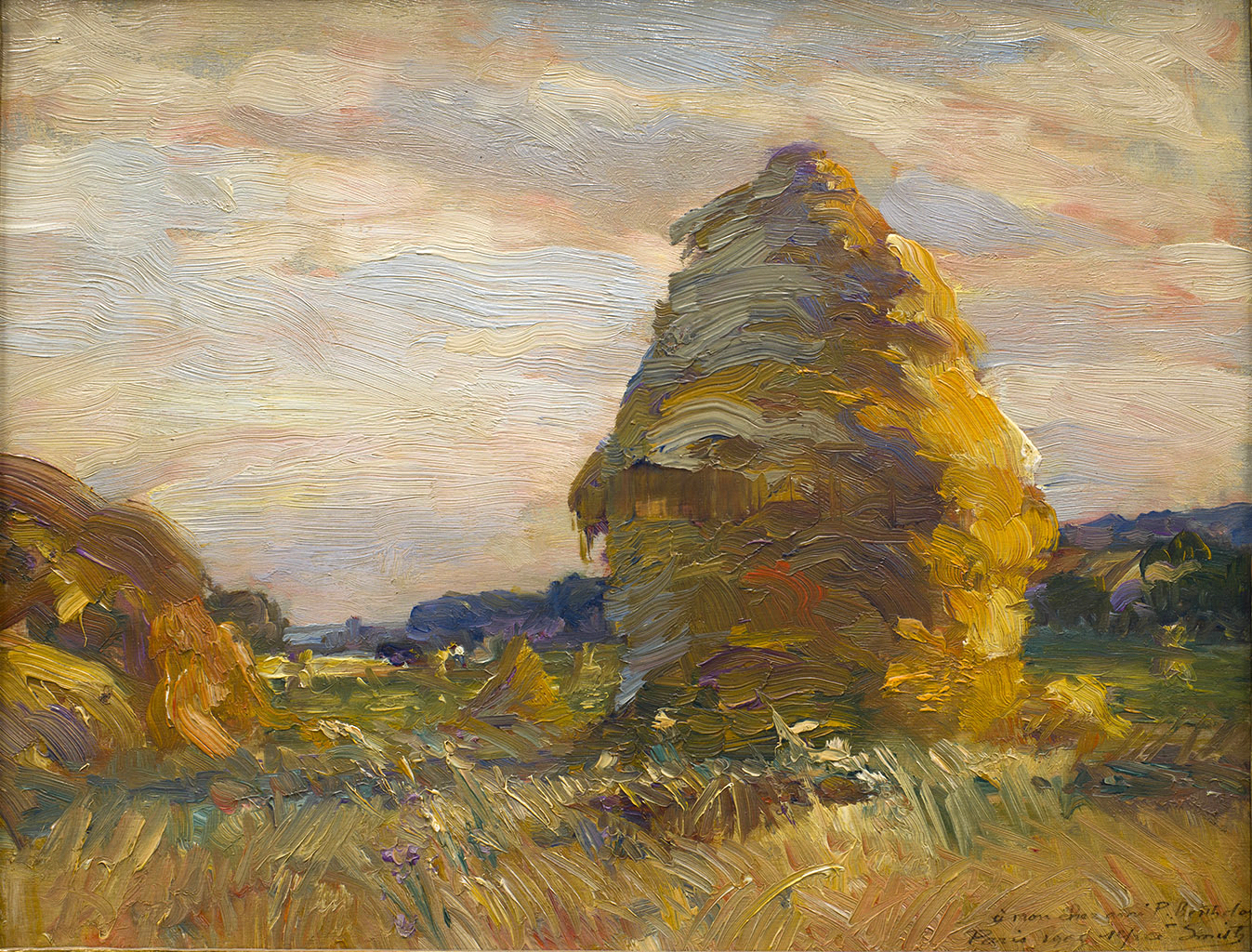
La piedra de afilar (1905)
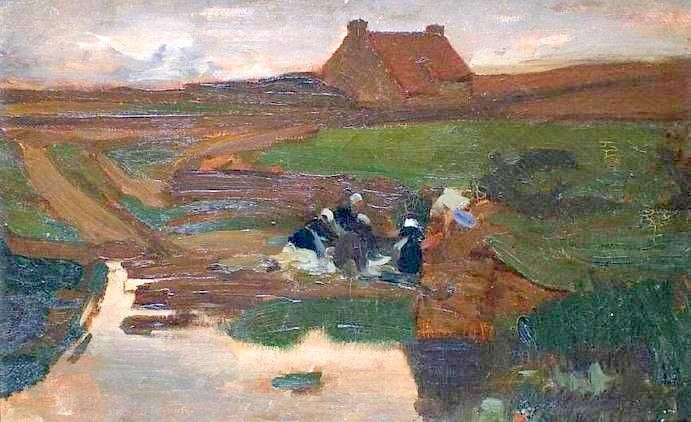
Lavanderas en Bretaña
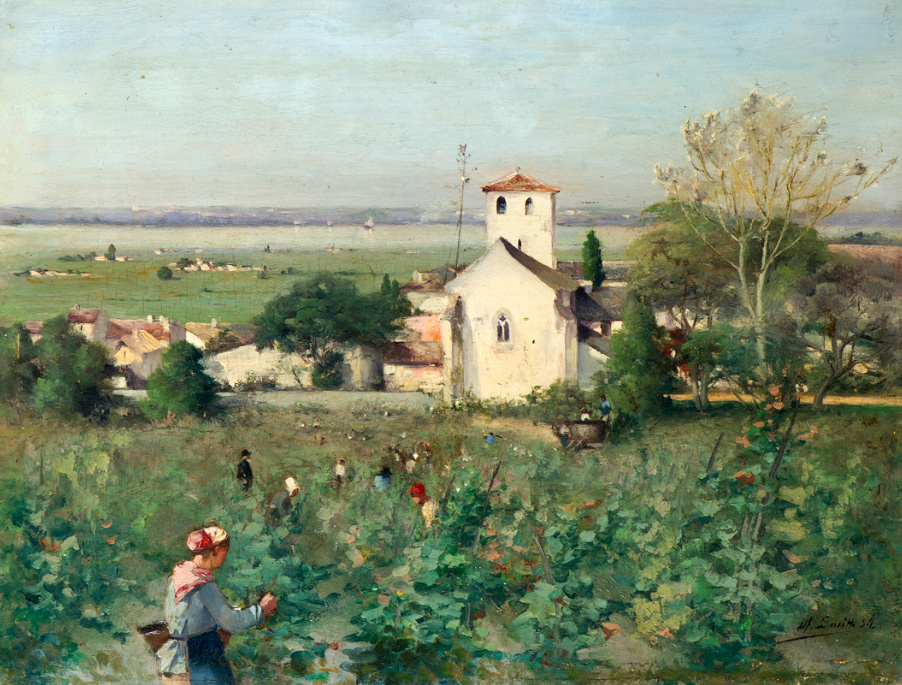
Las Vendenges (1884)
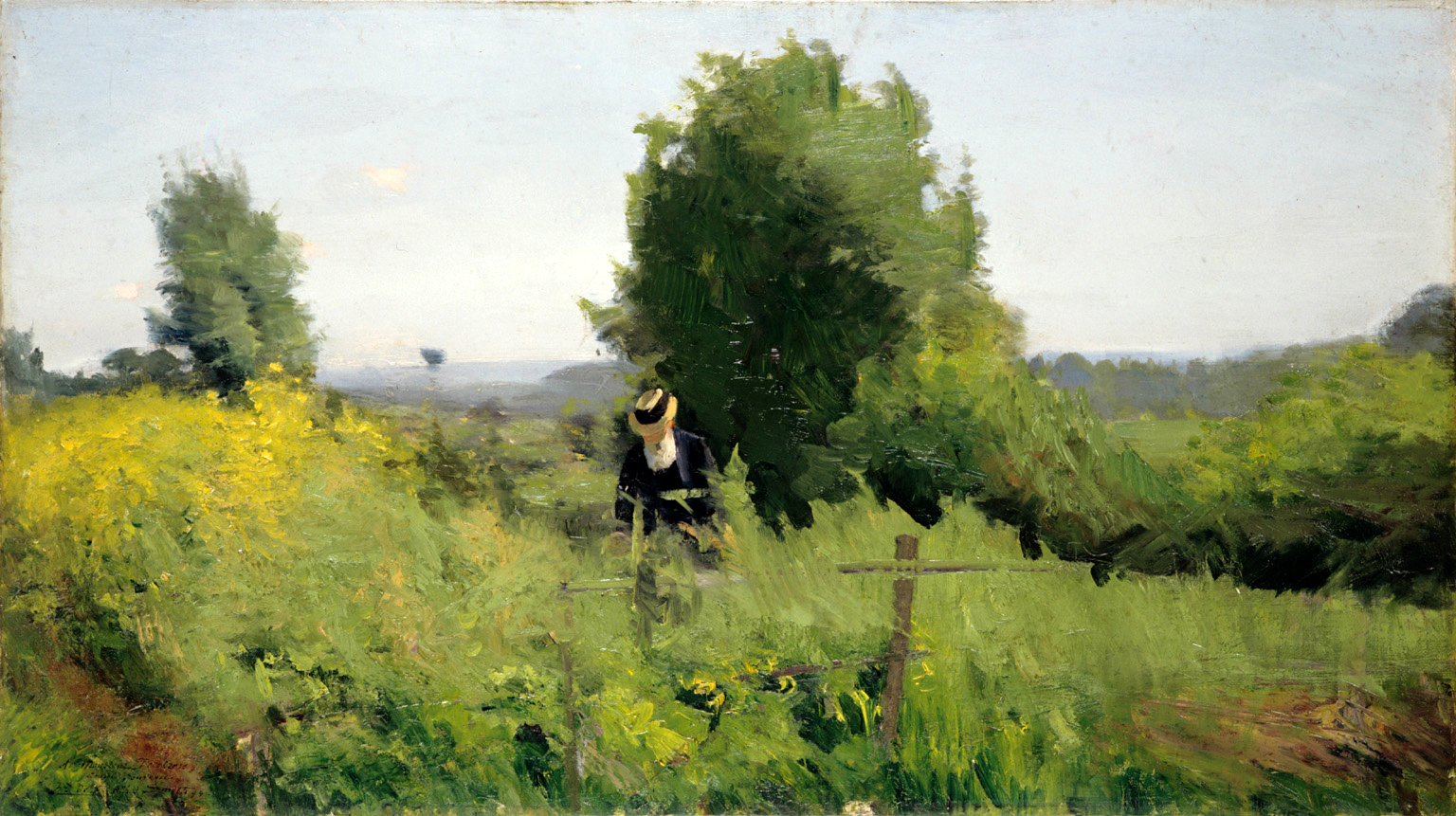
Padre Boyreau en la primavera
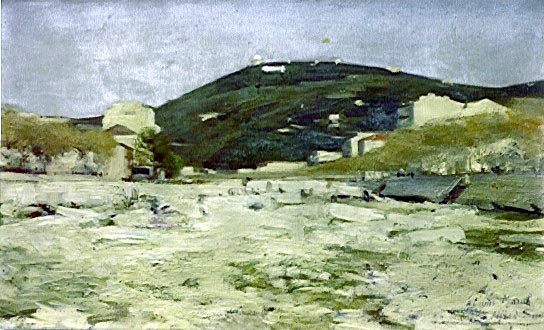
Un rio

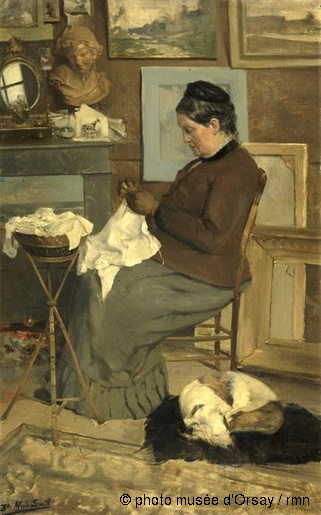
Madre del artista
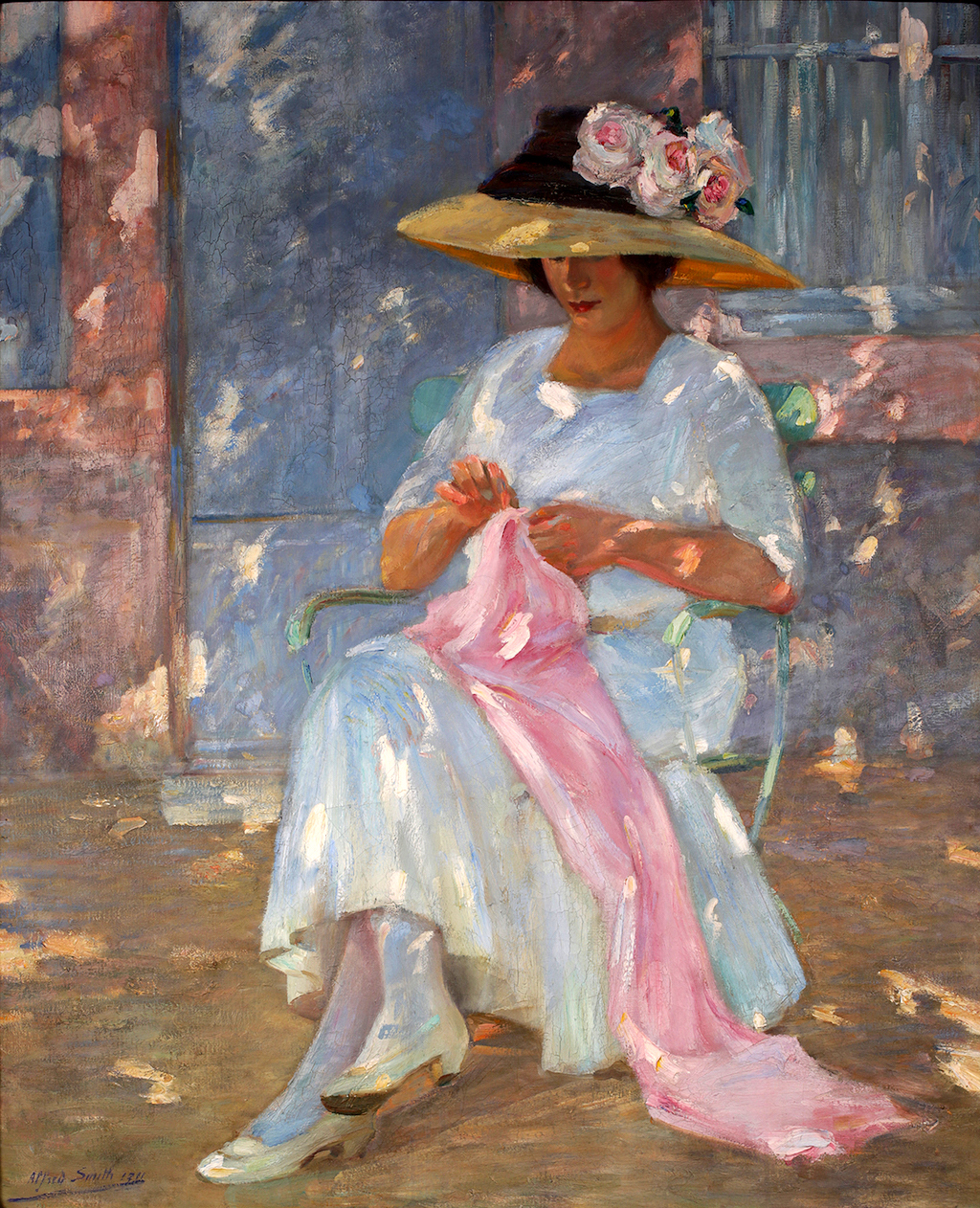
Armonía de verano (1911)
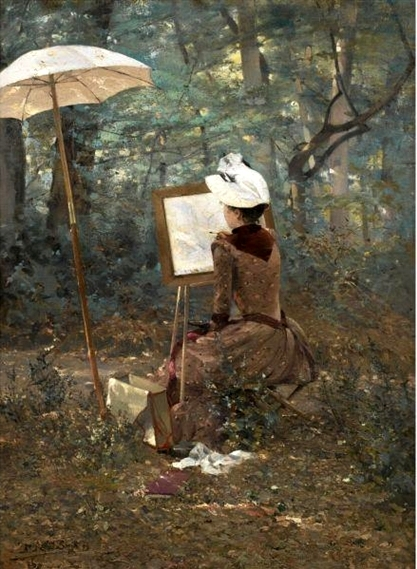
L'Aquerelliste (1890)
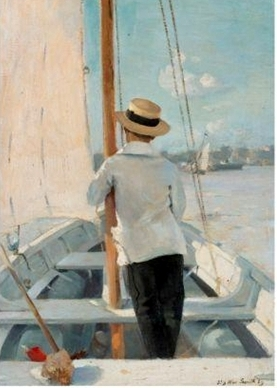
Paseo en barco (1889)
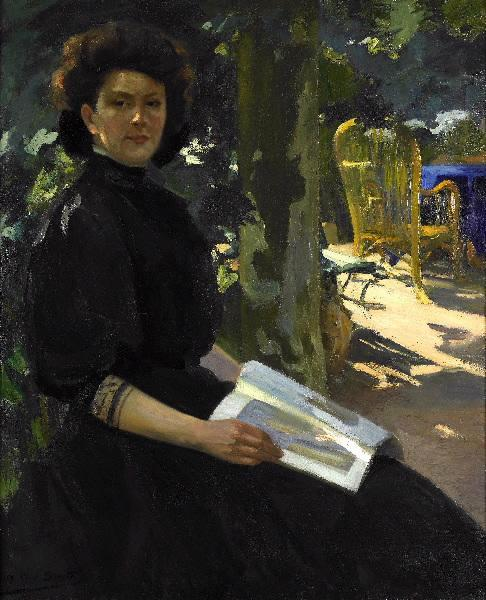
Niña joven, lectura

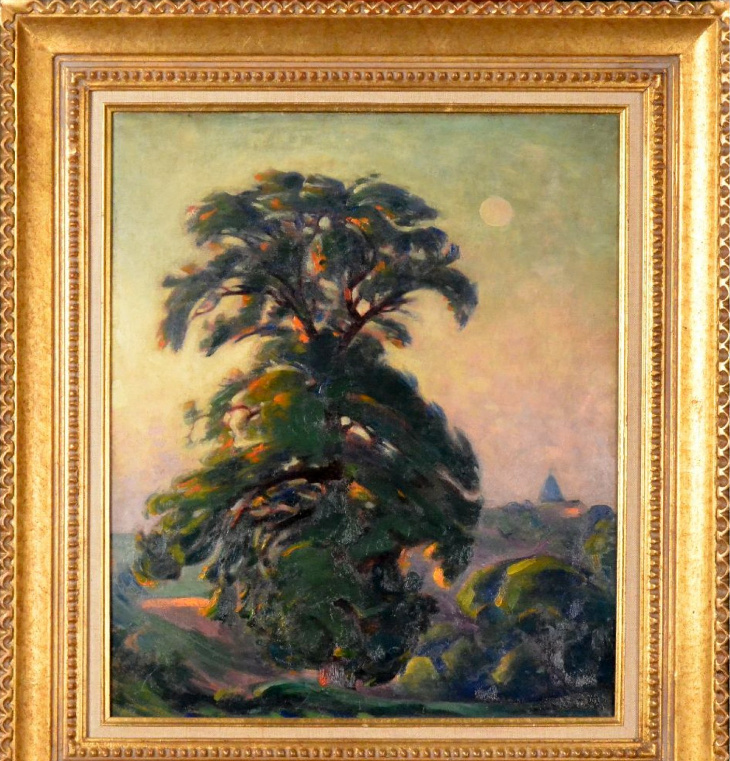
Arbre, le matin
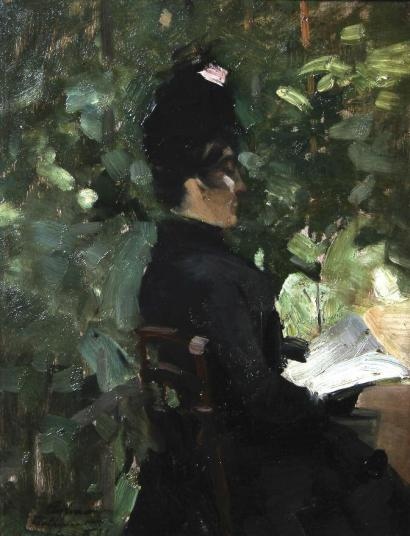
Femme assise dans un jardin
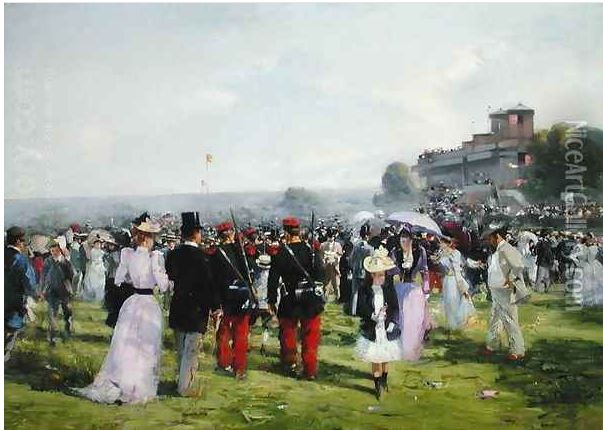
center>Fin des courses à Auteuil (1893)
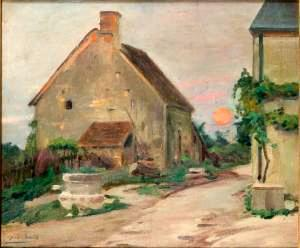
Le village
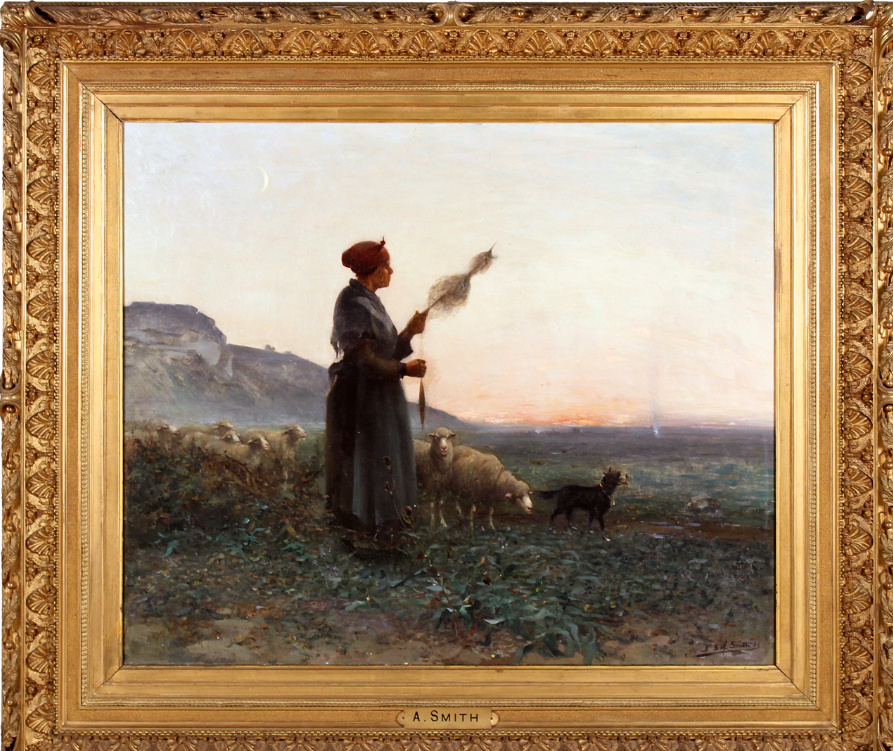
La bergère

### Venecia
Fue en el invierno de 1896-1897 cuando fue por primera vez a Venecia, ciudad en la que estuvo muchas veces.
En 1896, Alfred Smith tuvo una primera "revelación" durante su estancia en Venecia y sus obras italianas están marcadas por el impresionismo.

Smith se convirtió de hecho en uno de los pintores especialistas en Italia entre 1900 y 1910. Las obras italianas están marcadas por una intensificación de la luminosidad que impresionó a los contemporáneos del artista.

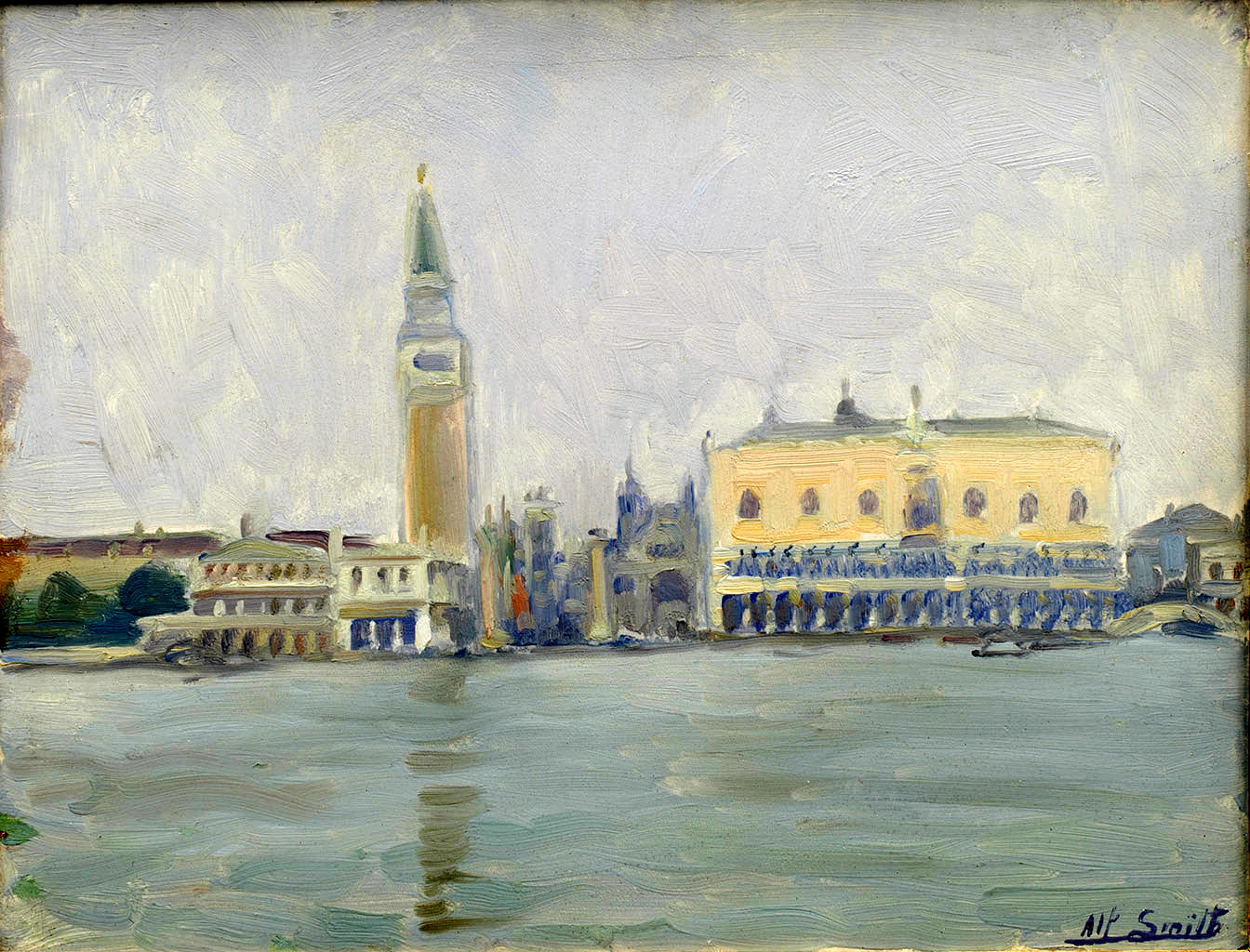
Venecia, mañana brumosa
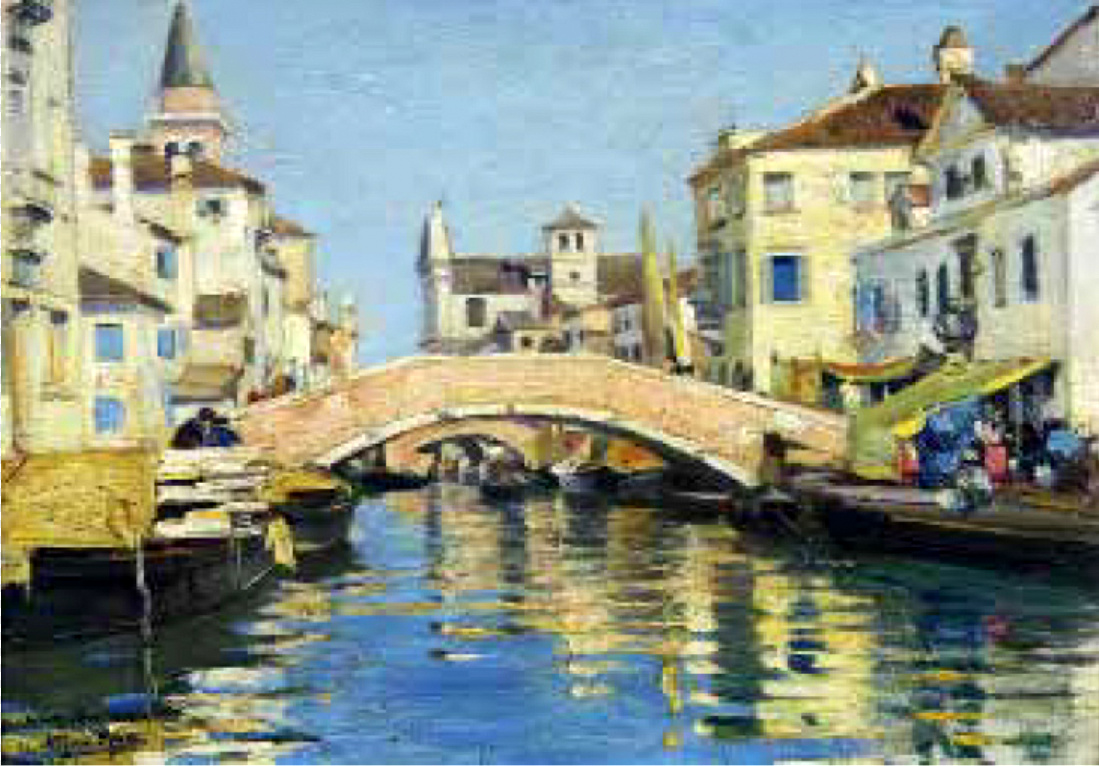
Vista de venecia
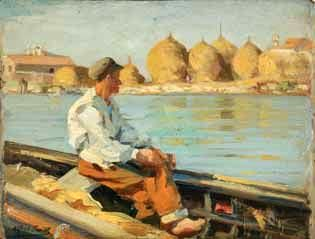
Pescador veneciano

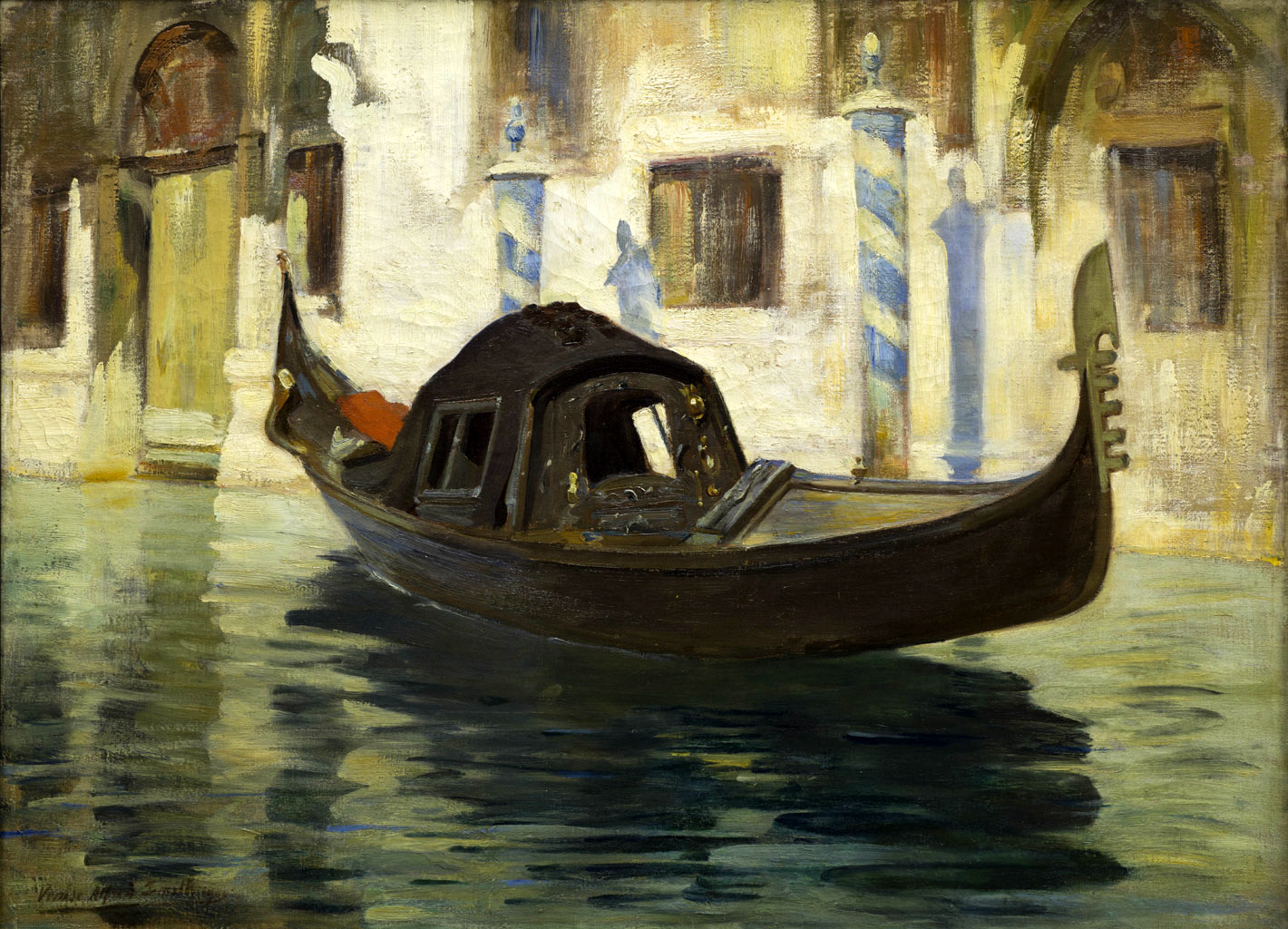
La góndola (1905)
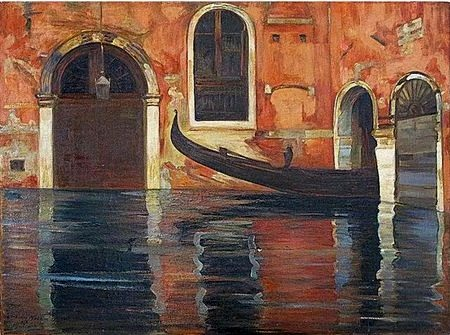
Venecia, cabaña de río
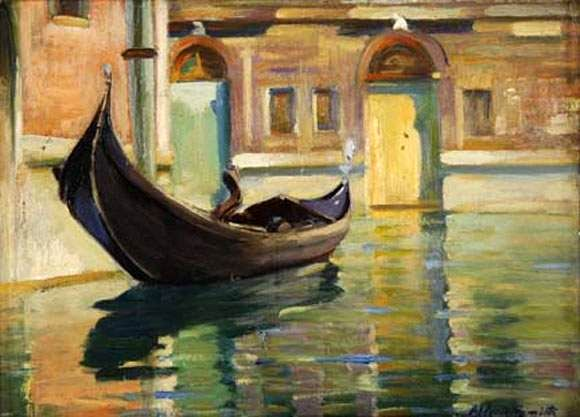
Venecia, esquina de rio

### Crozant
En 1912 Alfred Smith llegó a Crozant, una zona que fue popularizada por George Sand y atrajo a muchos artistas de 1864 a 1920, incluidos Claude Monet y Armand Guillaumin, guiados en particular por Paul Madeline y Eugène Alluaud. Las colonias de artistas residentes en la Creuse constituyen lo que se llama la escuela de Crozant, que se extiende desde la década de 1850 hasta la de 1920.

Desde su llegada, y hasta su muerte en 1936, Alfred Smith regresó cada año para permanecer durante varias semanas, incluso en diferentes estaciones, en las gargantas del Creuse. Allí su pintura evolucionará hacia el fauvismo.

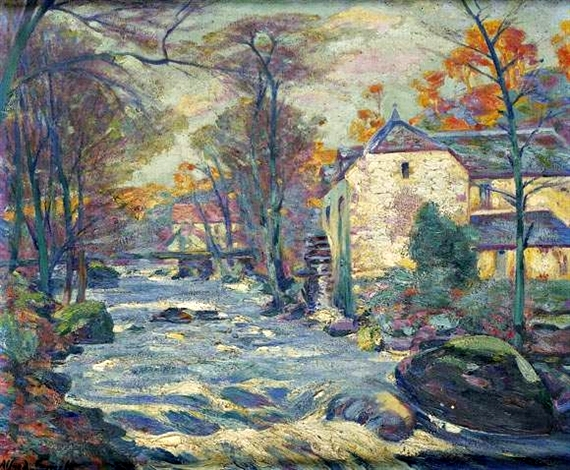
Crozant, mañana de diciembre
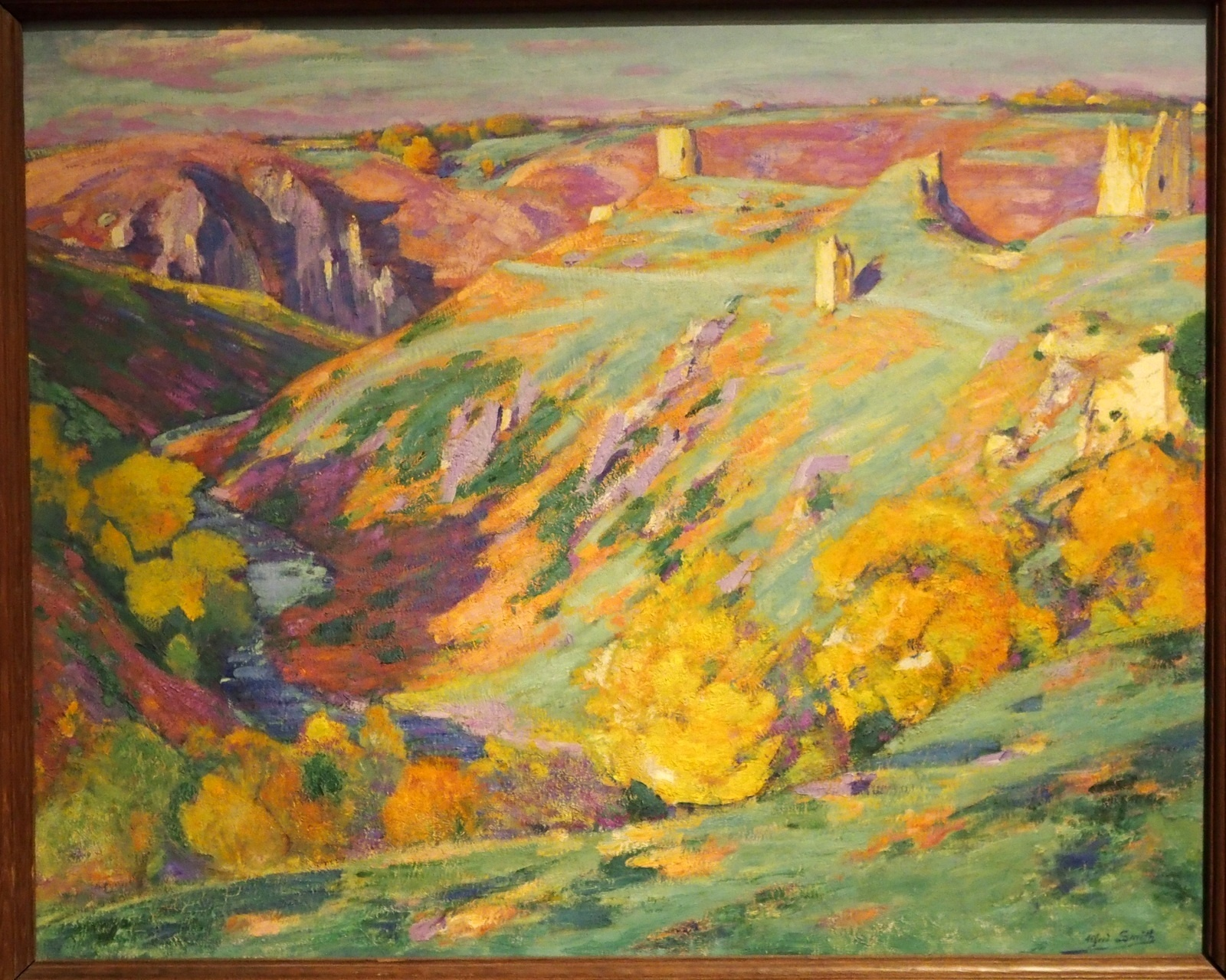
La Sédelle en octubre en Crozant (hacia 1923)
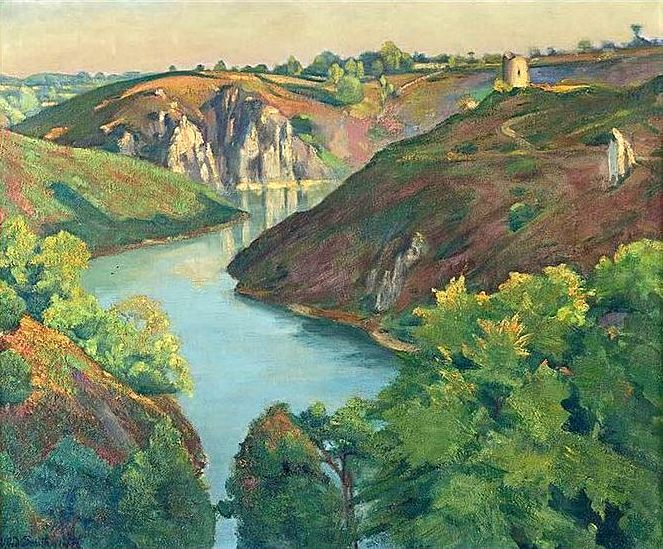
Las ruinas de la mañana
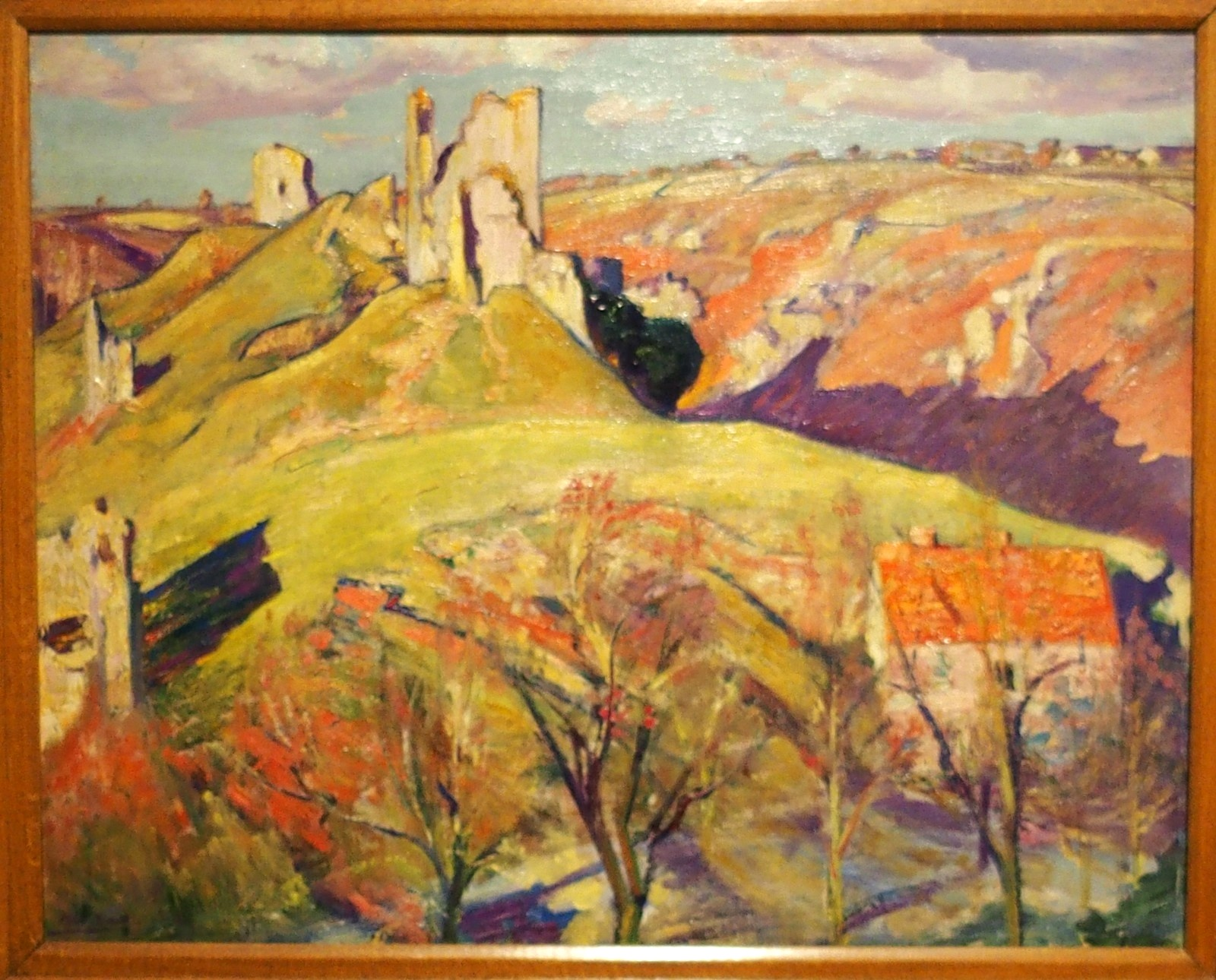
Crozant, sol en invierno

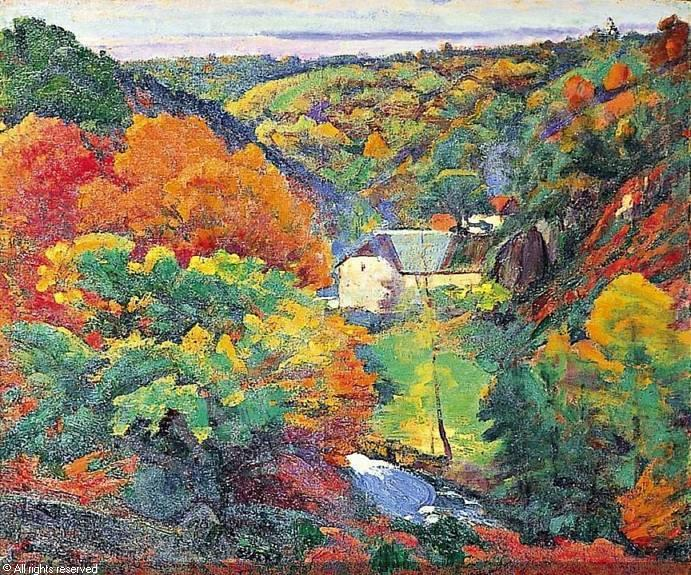
Mañana de otoño en el molino de la locura
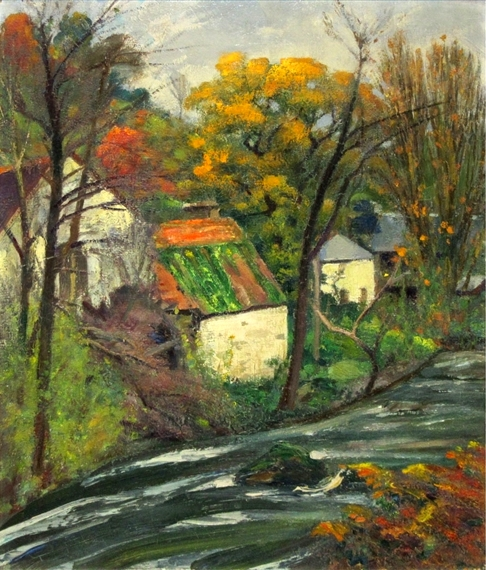
Los molinos de viento
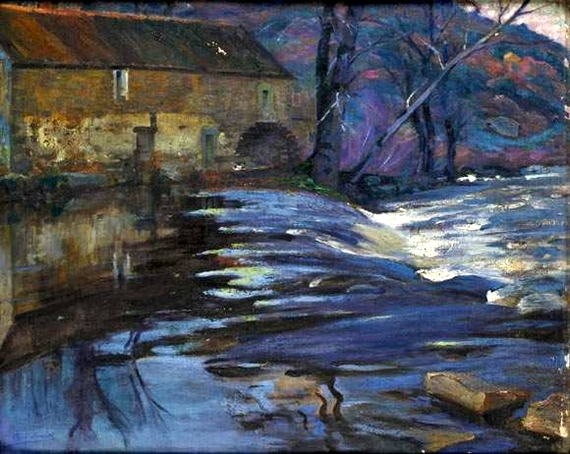
Molino de viento en las Sédelles

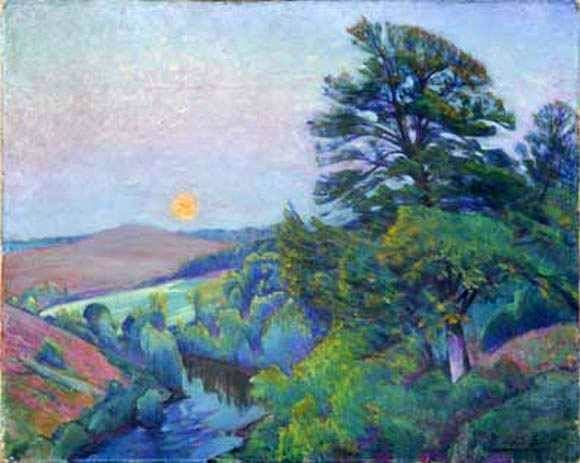
Salida de la luna sobre Creuse
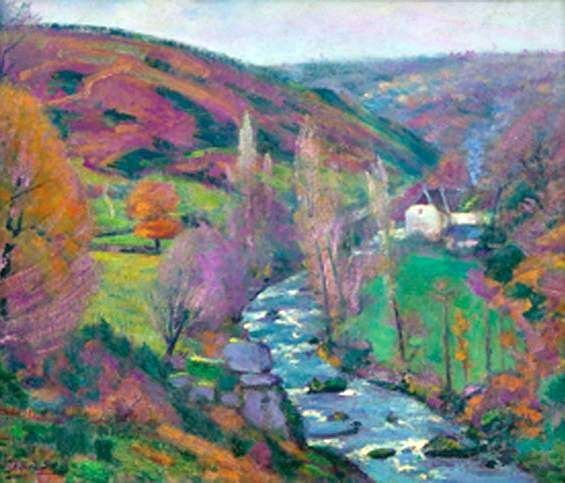
Creuse Valley
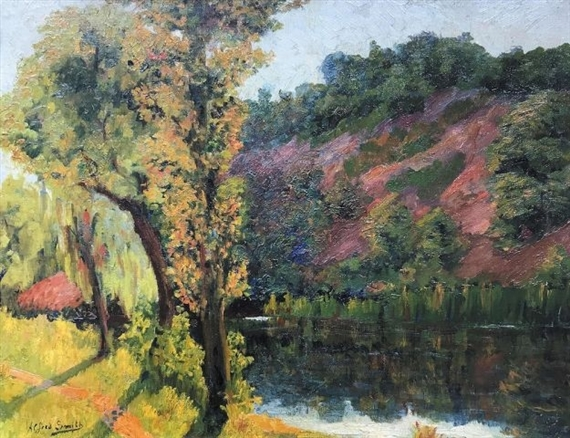
Orillas del río

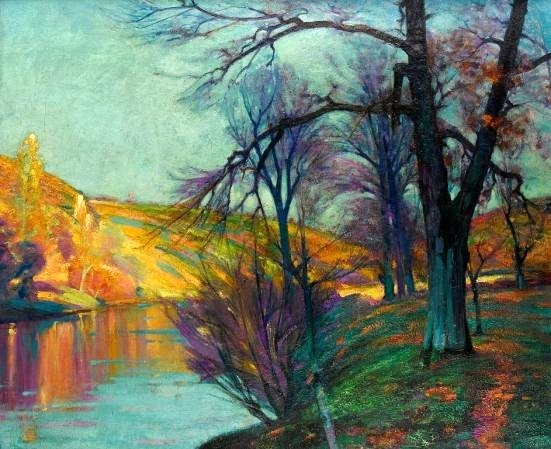
La Creuse en otoño
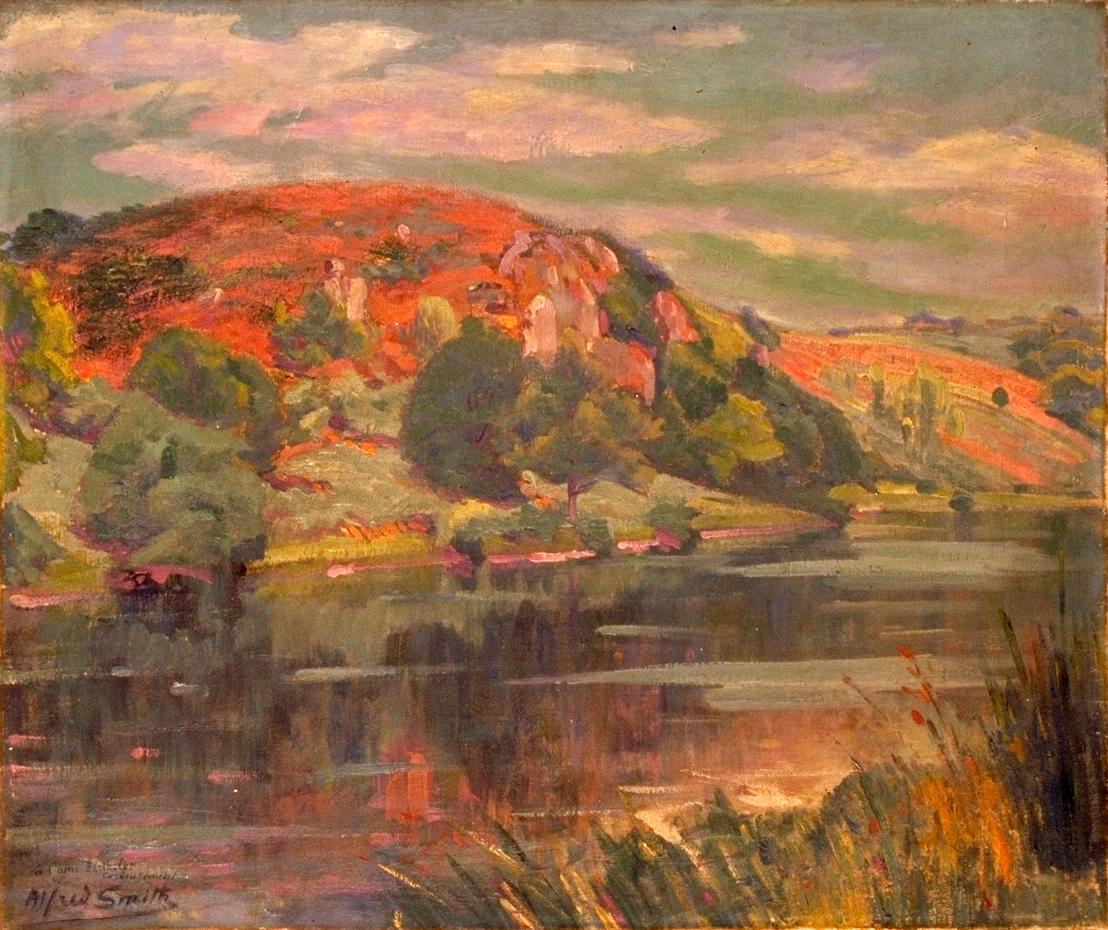
Orillas de la Creuse
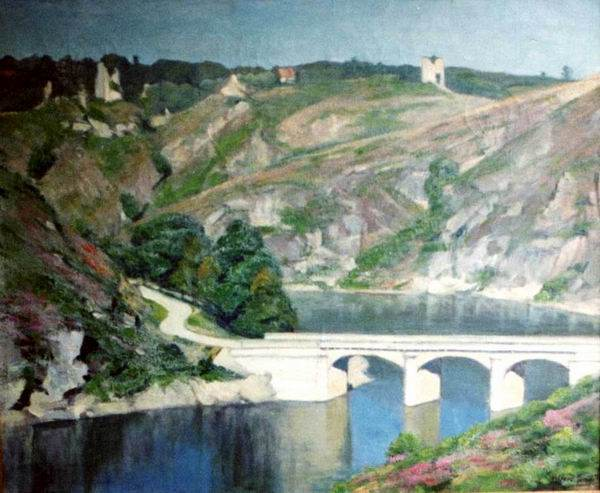
Nuevo puente sobre la Creuse

## Obras en colecciones públicas
- Bordeaux, Musée des beaux-arts :
  - Tramway devant la place des Quinconces (II), 1892
  - Venise matin brumeux, 1912;[1]
  - Bord de la Creuse à Crozant;[2]
  - Martigues.[3]
  - Un Arbre à l'automne.[4]
  - La Gondole, 1905.[5]
  - La Meule, 1905.[6]
  - Bord de rivière.[7]
  - L'Été, sous-bois, 1891.[8]
  - Le Père Boyreau au printemps dans la lande brédoise, 1894.[9]
  - Vue de la Bastide, 1883.[10]
  - Les Quais de Bordeaux, 1892.[11]
  - Le Quai de la Grave à Bordeaux (1884).[12]

- Cognac, Musée d'art et d'histoire
  - Le fumeur de pipe (1893)
- Dijon, Musée des beaux-arts :
  - Paysage (1891)
- Guéret, Musée de la Sénatorerie
  - La Sédelle en octobre à Crozant (1923)
- Pau, Musée des beaux-arts : 
  - La Place de la Concorde sous la pluie (1888)
- Paris, Musée d'Orsay: 
  - Sous-Bois (1891)
  - Harmonie d'été (1911)
  - Portrait de la mère de l'artiste
- Rouen, Musée des Beaux-arts
  - Jeune fille lisant (c 1910)
- Savannah, Telfair Museum of Art
  - Déjeuner sous les bois.[13]
  - Vue de Bordeaux du Pont de Pierre[14]

- Venise, Museo Ca'Pesaro
  - Les quais de Bordeaux, le matin (1895)

### Artículos relacionados
- Escuela de Crozant

- Datos: Q4723449
- Multimedia: Alfred Smith / Q4723449